# Den-en-chōfu
Den-en-chōfu (田園調布), qui signifie « jardin de banlieue », est un quartier de Ōta, un arrondissement du sud de Tokyo. Il est bordé par la rivière Tama, qui forme la frontière naturelle entre les villes de Tokyo et de Kawasaki (préfecture de Kanagawa). Le quartier est desservi via la gare de Den-en-chōfu par les lignes Tōkyū Tōyoko et Tōkyū Meguro. Den-en-chōfu comprend de nombreux pavillons de banlieue de style néo-classique japonais, de style villas édouardiennes, de style chalets suisses et d'autres de conception architecturale moderne.

## Histoire
Depuis le début de sa conception, Den-en-chōfu a été pensé comme une « banlieue jardin » de Tokyo. Au début des années 1900, le financier Eiichi Shibusawa acheta, nomma et développa ce quartier en imitant les cités-jardins qui fleurissaient dans les aires urbaines à travers le monde.
Bien que le quartier se développait à un rythme satisfaisant, le tremblement de terre de Kantō de 1923 garantit son succès. En effet, si le centre de Tokyo fut dévasté, Den-en-chōfu resta pratiquement intact. À la suite de cet événement, de nombreuses personnes achetèrent dans le nouveau quartier de Shibusawa.

### Époque moderne
Aujourd'hui, les habitants de Den-en-chōfu et de ses environs semblent bénéficier du plan initial imaginé par Shibusawa. Son succès a influencé les banlieues voisines situées le long de la voie de chemin de fer Toyoko, dans l'ouest du Meguro.
Dans l'ensemble de ce secteur, les parcs et les installations de loisirs ne manquent pas. Outre les magasins tendances de Jiyūgaoka, des boutiques et des restaurants gastronomiques peuvent être trouvés dans de nombreuses rues. Les habitants promènent souvent leur famille à proximité du parc olympique de Komazawa ou de la rivière Tama pour y organiser des barbecues, des pique-niques ou y faire du sport.[citation nécessaire]
Den-en-chōfu est connu comme étant une zone où la vie est très chère, avec des maisons beaucoup plus grandes que les standards tokyoïtes. La partie la plus huppée du quartier, Den-en-chōfu 3-chōme, située à l'ouest, est agencée en décrivant les rayons d'une roue. En raison de la taille des maisons, des rues bordées d'arbres, des parcs publics et des jardins, Den-en-chōfu est aussi un quartier populaire, notamment pour les familles expatriées. [citation nécessaire] D'ailleurs, de nombreux magasins d'importation s'y sont installés afin de vendre aux expatriés des produits étrangers.
Ce quartier est proche d'un certain nombre d'écoles internationales (dont Seisen International School et St. Mary's International School), et est sur le trajet du bus menant à l'école allemande de Yokohama.

## Éducation
L'enseignement primaire et secondaire public est géré par l'arrondissement d'Ōta.
Le service de l'éducation du gouvernement métropolitain de Tokyo gère le lycée Den Enchofu.

## Galerie

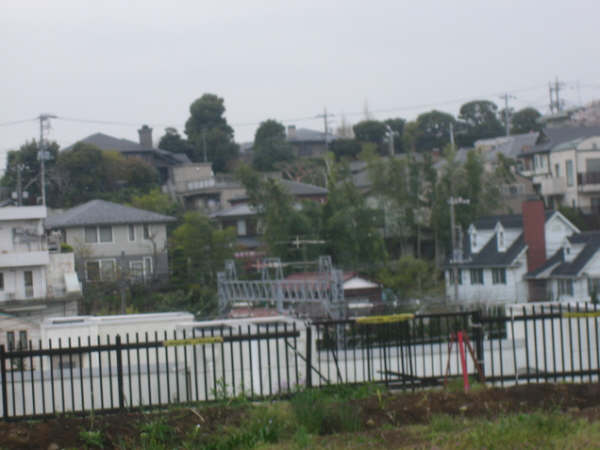
Une vue typique de Den-en-chōfu
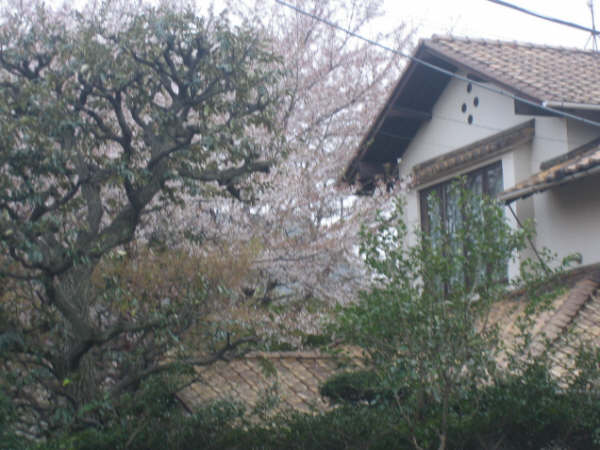
Une maison typique de Den-en-chōfu
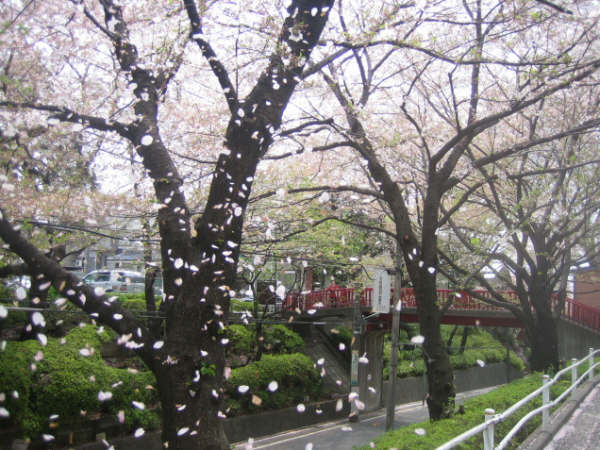
La saison des cerisiers en fleurs à Den-en-chōfu